# Český pravoslavný žaltář
Český pravoslavný žaltář je modlitební kniha české pravoslavné církve, založená na překladu biblické knihy žalmů. Vydání bylo směřováno k 80. výročí mučednické smrti českého pravoslavného biskupa Gorazda (Pavlíka), popraveného nacisty.

## O knize
První český pravoslavný překlad žaltáře vytvořil v roce 1943 pravoslavný duchovní Sáva Neruda, který nicméně tento svůj počin ještě později upravoval. Další překlad, určený primárně pro modlitební účely, vznikl až v roce 2022 a jeho autorem je emeritní metropolita, vladyka Kryštof (Pulec), který nový překlad vytvořil v monastýru v Těšově, kde od své rezignace pobývá. Vydání zaštítil vladyka Izaiáš (Slaninka), někdejší vikární biskup šumperský, pozdější eparchiální biskup olomoucko-brněnský.

## Struktura
Žaltář je dle tradičního způsobu rozdělen do dvaceti kathisem, tvořených vždy několika žalmy (tak, aby každá kathisma byla přibližně stejně dlouhá) a dalšími úvodními a závěrečnými modlitbami. Každý žalm je navíc uvozen doporučením, v jaké životní situaci je doporučeno se který žalm modlit. Rovněž jsou zde použity některé myšlenky mnicha Pajsije, moderního pravoslavného světce z hory Athos. Uspořádání umožňuje pomodlit se všech 150 žalmů v průběhu jednoho týdne.